# Jacob Gade
Jacob Thune Hansen Gade, född 29 november 1879 i Vejle, död 20 februari 1963 i Assens, var en dansk kompositör, orkesterledare och musiker (violin). Gade har även varit verksam under pseudonymerna Leon Bonnard och Maurice Ribot.

## Biografi
Gade började tidigt som musiker i sin fars orkester i Vejle. Redan som 16-åring kom han till Köpenhamn där han efterhand arbetade sig upp till att bli kapellmästare på några av stadens större restauranger och teatrar.
År 1919 reste han till USA och spelade sig till en plats som violinist i en av New Yorks symfoniorkestrar, men 1921 återvände han till Köpenhamn till en anställning som kapellmästare på Palads Teatret.
Jacob Gade blev särskilt känd för sin Tango Jalousie (egentligen  Jalousie, Tango Tsigane), komponerad 1925, som är en av världens mest spelade melodier. Tango Jalousie skrevs för den danska galapremiären av filmen Don Q Zorros son (1925) med Douglas Fairbanks och Mary Astor i huvudrollerna. Premiären var den 14 september 1925 på Palads Teatret i Köpenhamn.
Vid sin död instiftade Gade testamentariskt Jacob Gades Legat som bygger på intäkterna av hans musik och går till vidareutbildning av unga, talangfulla musiker.

## Filmmusik i urval
- 1944 – ... och alla dessa kvinnor
- 1947 – Ingen väg tillbaka
- 1956 – Syndare i filmparadiset

## Utmärkelser
- Riddare av Dannebrogorden,  1956[4]

[Redigera Wikidata]